# Tour de l'Horloge (Cravant)
Pour les articles homonymes, voir Tour de l'Horloge.
La tour de l'Horloge est un édifice fortifié situé à Cravant, en France.

## Localisation
L'édifice fortifié est situé dans le département français de l'Yonne, sur la commune de Cravant.

## Historique
L'édifice est inscrit au titre des monuments historiques en 1926.